# Первомайское (Кировская область)
 Первомайское  — село в Яранском районе Кировской области в составе Кугушергского сельского поселения.

## География
Расположено на расстоянии примерно 23 км по прямой на юго-запад от города Яранск.

## История
Известно с 1873 года как починок Изыперть или Пержа (в котором было дворов 14 и жителей 219), в 1893 здесь (починок Бобыкин или Пержа-Изиперт) дворов 68 и жителей 468, в 1905 (уже село Пержа) 7 и 31, в 1926 (село Пержа или Пержа-Изиверт) 24 и 85, в 1950 (Первомайск) 26 и 61, в 1989 было 518 жителей. Троицкая церковь, деревянная, построена в 1889 году, позже выстроена каменная, ныне в руинированном состоянии.

## Население
Постоянное население составляло 456 человек (русские 70%, мари 28%) в 2002 году, 295 в 2010.